# 王文在
王文在（1834年—1889年），字念堂，号杏坞，山西稷山县坞堆村人。

## 生平
同治三年（1864年）参加甲子科山西乡试，中第十二名举人，授山西直隶州绛州稷山县拔贡生。同治七年（1868年）中式戊辰科一甲第三名进士（探花），授翰林院編修加叁级。奉命出任云（云南）、贵（贵州），乡试主考，期间不拘律例，录用少数民族志士仁人，促进民族间的和谐共融。光緒元年（1875年），接替张之洞出任督两湖學政。後去官歸里。
光绪二年（1876年）冬因父亲病逝，王文在回家奔丧。称丁父怃三年期满后于光绪五年申报补缺。但因山西巡抚曾国荃曾国荃从山西调东北辽东石沉大海。
光绪四年，王文在首得贵子，取名王璘，字伯石。光绪五年应丁观察体常之聘主讲河东书院；后应首道马丕瑶之请，到太原晋阳书院。光绪十年（1884年）生二子，王潜，字仲确；光绪十二年又添千金女。光绪十二年（1886年）又受刚中丞请主令德堂讲席。光绪十五年（1889年）十二月初二日病逝，终年56岁。

## 家族
父亲王天祥，字瑞宇，道光年间贡生。兄王文化，弟王文秀。出身书香门第，自幼聪颖好学。